# Provinz Sucre
Die Provinz Sucre gehört zur Verwaltungsregion Ayacucho in Südwest-Peru. Die Provinz besitzt eine Fläche von 1786 km². Beim Zensus 2017 wurden in der Provinz 9844 Einwohner gezählt. Im Jahr 2007 betrug die Einwohnerzahl 12.595, im Jahr 1993 12.623. Verwaltungssitz ist Querobamba.

## Geographische Lage
Die Provinz Sucre liegt im Osten der Region Ayacucho. Sie erstreckt sich über das Andenhochland. Die Provinz hat eine maximale Längsausdehnung in NNW-SSO-Richtung von etwa 75 km sowie eine maximale Breite von etwa 38 km. Der Río Pampas und seine Nebenflüsse Río Sondondo und Río Chicha bilden die Abgrenzung der Provinz nach Nordwesten, Norden und Nordosten.
Die Provinz Sucre grenzt im Norden an die Provinz Vilcas Huamán, im Osten an die Provinz Andahuaylas (Region Apurímac), im Süden an die Provinz Lucanas sowie im Westen an die Provinz Víctor Fajardo.

## Verwaltungsgliederung
Die Provinz Sucre besteht aus 11 Distrikten. Der Distrikt Querobamba ist Sitz der Provinzverwaltung.
| Distrikt              | Verwaltungssitz       |
| --------------------- | --------------------- |
| Belén                 | Belén                 |
| Chalcos               | Chalcos               |
| Chilcayoc             | Chilcayoc             |
| Huacaña               | Huacaña               |
| Morcolla              | Morcolla              |
| Paico                 | Paico                 |
| Querobamba            | Querobamba            |
| San Pedro de Larcay   | San Pedro de Larcay   |
| San Salvador de Quije | San Salvador de Quije |
| Santiago de Paucaray  | Santiago de Paucaray  |
| Soras                 | Soras                 |